# رودراپراگ
رودراپراگ (به انگلیسی: Rudraprayag) یک منطقهٔ مسکونی در هند است که در بخش رودر پریاگ واقع شده‌است. رودراپراگ ۹٬۳۱۳ نفر جمعیت دارد و ۶۹۰ متر بالاتر از سطح دریا واقع شده‌است.